# John Eriksen
John Hartmann Eriksen (født 20. november 1957 i Assens, død 12. februar 2002 i Svendborg) var en danske fodboldspiller og den danske spiller, der har scoret flest mål i udlandet som professionel. I sine danske klubber Svendborg fB og OB scorede han 82 mål. Han var topscorer to gange i den danske 1. division og var også topscorer i alle de klubber, som han havde kontrakt med i udlandet. I hollandske Roda JC og Feyenoord, franske FC Mulhouse, samt schweiziske Servette FC og FC Luzern blev det til i alt 256 mål i 391 turneringskampe, hvilket placerer ham som nr. 78 på en liste over alle tiders bedste målskytter.

## Landsholdskarriere
I 1979 får John Eriksen sin debut på U/21 landsholdet i Hjørring i en venskabskamp mod Norge, som Danmark vinder 1-0. I alt spiller han i perioden 1979-1981 15 U/21 landsholdskampe og scorer 3 mål. Hans første mål bliver scoret i en EM-kvalifikationskamp mod Skotland I Aberdeen, som Danmark taber 1-2 i november 1980. Knapt et år efter scorer han sit andet mål. Igen er det mod Skotland og igen er det en EM-kvalifikationskamp. Denne gang bliver den dog spillet i Århus og ender 1-1 . Endelig bliver han matchvinder, da Danmark i maj 1983 besejrer Ungarn 2-1 i København i endnu en EM-kvalifikationskamp.

### Debut på A-landsholdet
I 1979 udtages 21-årige John Eriksen til A-landsholdet, som skal spille på udebane mod Finland, men inden afrejsen fra Kastrup må han melde afbud med en maveinfektion. Den første optræden på Danmarks A-landshold får han derfor først i 1981 i Københavns Idrætspark i en venskabskamp mod Rumænien. John Eriksen starter på banen og bliver skiftet ud efter 70 minutter. Danmark vinder kampen 2-1, og to uger senere er John Eriksen atter med, da Danmark vinder 2-1 over Luxembourg i en VM-kvalifikationskamp. John Eriksen spiller samtlige 90 minutter på Stade Municipal i Luxembourg. I 1984 scorer han sit første landskampsmål i 1-2 nederlaget på udebane mod Spanien, da han kommer ind fra bænken og spiller de sidste 45 minutter. Efter at være sluttet som nr. 2 på topscorerlisten i den bedste hollandske række efter Ajax-angriberen Marco van Basten bejler han kraftigt til en plads i Danmarks trup til EM i 1984 i Frankrig, men må i sidste ende se den gå til Vejles angriber Steen Thychosen.

### VM i Mexico i 1986
Til gengæld kommer han med til VM i Mexico i 1986. I den tredje gruppekamp mod Vesttyskland scorer han efter oplæg fra Frank Arnesen Danmarks sidste mål i 2-0-sejren og får derved sit folkelige gennembrud i Danmark. Det år spiller han i alt seks landskampe og scorer bl.a. Danmarks enlige mål i 0-1-sejren over DDR i en venskabskamp på Zentralstadion i Leipzig.

### EM i Vesttyskland i 1988
Den 5. juni 1988 spiller Danmark sin sidste testkamp inden den forestående EM-slutrunde i Vesttyskland. På John Eriksen gamle hjemmebane, Odense Stadion, tager Danmark imod Belgien, og John Eriksen anbefaler sig i den grad til spilletid under EM-slutrunden, da han scorer Danmarks mål til 2-1 og 3-1, som bliver kampens slutresultat. Under EM-slutrunden får John Eriksen to kampe. Efter 63 minutter bliver han skiftet ind i stedet for Michael Laudrup i 2-0-nederlaget mod værtsnationen, Vesttyskland, på Parkstadion i Gelsenkirchen Til gengæld spiller han alle 90 minutter i 0-2-nederlaget med Italien på Müngersdorfer Stadion i Köln. Kampen bliver Danmarks sidste ved EM-slutrunden i Vesttyskland, og den bliver John Eriksens sidste i landsholdstrøjen. I sæsonen 1990-91 drager landstræner Richard Møller Nielsen til Schweiz for at besigtige den nu 33-årige John Eriksen, men han konstaterer, at John Eriksen ikke længere har niveauet til landsholdsfodbold. Dermed står han i alt noteret for 17 A-landsholdskampe og 6 mål. Frem til midten af halvfemserne er John Eriksen stadig lejlighedsvis med, når det gamle firserlandshold spiller showkamp.

## Klubkarriere
I 1964 flytter John Eriksen med sin familie fra Assens til Svendborg, hvor han sammen med sin bror begynder at spille fodbold i Svendborg fB. Her vinder han blandt andet det fynske drengemesterskab i 1968. I en alder af blot 17 år, debuterer han for Svendborg fB i juni 1975. I 1976 scorer han 8 mål for Svendborg fB i 2. division. Alligevel rykker klubben ned, og året efter scorer han 12 mål i 3. division. Det store gennembrud kommer dog, da han i 1978 skifter til OB for at spille i den bedste danske række, som på daværende tidspunkt er 1. division. Skiftet til OB kommer i stand på foranledning af OBs træner Richard Møller Nielsen. I sin første sæson i OB bliver han topscorer i 1. division med 22 mål, og i Mesterholdenes Europa Cup scorer han OBs enlige mål, da de på udebane taber 1-2 til Lokomotiv Sofia. I 1979 bliver han igen topscorer i 1. division, og i december bliver han solgt til hollandske Roda JC.

### Udenlandske klubber
Han når at få 12 kampe for Roda JC i forårssæsonen i 1980 i Æresdivisionen, dog uden at komme på tavlen. Roda JC er stærkt besat i angrebet, hvor de råder over den hollandske stjerne Dick Nanninga fra VM-holdet i 1978. Han holder John Eriksen på bænken. Den lidt spinkle Eriksen reagerer ved at at træne ekstra timer i styrkerummet med blyvest på, og efter en halv sæson etablerer han sig som fast mand i startformationen. I den efterfølgende sæson 1980-81 spiller han 34 kampe og scorer 21 mål, mens det sæsonen derefter bliver til 17 mål i 34 kampe for Roda, som slutter i midten af tabellen. Med 23 scoringer i 31 kampe slutter John Eriksen på andenpladsen efter Marco van Basten fra Ajax Amsterdam på den hollandske topscorerliste i sæsonen 1981-82.
I 1985 skifter han til FC Mulhouse, som spiller i den næstbedste franske række, og bliver blandt andet holdkammerat med den senere landstræner for Frankrig, Raymond Domenech. FC Mulhouse er til det sidste med i kampen om at rykke op i den bedste række, men taber den afgørende play off-kamp, og selvom John Eriksen scorer hele 27 mål for sin franske klub og slutter på andenpladsen på ligatopscorerlisten, returnerer han efter blot en enkelt sæson til Holland for at tørne ud for storklubben Feyenoord. Her får han danske Ivan Nielsen og Jan Sørensen som holdkammerater. Efter en enkelt sæson med 22 mål i 31 kampe, drager han videre til schweiziske Servette, da Feyenoord er nødt til at sælge ud af truppen på grund af økonomiske problemer. I Servette bliver han holdkammerat med den tyske stjernespiller, Karl-Heinz Rummenigge. I sin første sæson snupper John Eriksen titlen som topscorer i Nationalliga A med 28 mål i 29 kampe foran danske Steen Thychosen, der spiller hos FC Lausanne-Sports. Sæsonen efter bliver John Eriksen endnu engang ligatopscorer. Denne gang med hele 36 mål i 34 kampe, hvilket er rigeligt til at sikre ham Sølvstøvlen, som den næstmest scorende angriber i Europa. John Eriksen får overrakt trofæet af sit forbillede, Gerd Müller.
I sin tredje sæson hos Servette nøjes John Eriksen med at score 11 mål, og derefter skifter han til FC Luzern. Her bliver det i den første sæson til 21 mål i 35 kampe. Den efterfølgende sæson hos FC Luzern bliver hans sidste i udlandet, og han slutter af med at score 16 mål, inden han vender hjem og tager et par sæsoner i Svendborg fB i 2. division. I en periode er han spillende træner sammen med John Christensen, og han scorer 39 mål i 57 kampe , inden han lægger støvlerne på hylden og spiller sin sidste kamp klubkamp for Svendborg fB i foråret 1993.

## Sygdom
Eriksen blev efter endt karriere ramt af demens og boede sine sidste tre år på et plejehjem i Svendborg. John Eriksen var plaget af demens i mere end fem år, inden han efter et fald i hjemmet døde den 12. februar 2002 kun 44 år gammel. Han blev bisat i Sct. Nicolai Kirke i Svendborg den 20. februar 2002. Derudover blev han blandt andet mindet ved en højtidelighed i forbindelse med en kamp mellem hans gamle hollandske klubber Roda og Feyenoord, hvor de to klubber samtidig donerede og indsamlede penge til forskning i Alzheimers sygdom.